# Senna
Senna（せな、Senna: An Embeddable Fulltext Search Engine）は、未来検索ブラジルによって開発されているオープンソースの全文検索エンジンである。検索速度が高速なことから、「音速の貴公子」と呼ばれたアイルトン・セナにちなんで名づけられた。

## 概要
MeCabによる形態素解析の結果を用いた単語ベースのインデックスと、N-gramによるトークン抽出を用いたインデックスの両方を作成することができる。
ライセンスはLGPL。UNIX系OS及びWindowsで動作する。
バグフィックスを除いた新たな開発は事実上終了しており、開発元の未来検索ブラジルでは、後継となる検索エンジンとして『groonga』（ぐるんが）の開発を進めている。

## 特徴
- 高速なインデックスの更新
一般的に、作成済みの全文検索インデックスに対する新たなレコードの追加は負荷がかかる。Sennaでは更新のためにバッファを設けたり、転置インデックスのデータ構造を工夫して、高速な更新を実現している。
- 高精度な検索
単語ベースのインデックスを作成することにより、単語境界と一致する文書を優先的に検索する。よって、適合率の高い検索を行うことができる。適合率の高い検索とは、ノイズの少ない検索のことを指す。
また、転置インデックスのキーとして、部分一致が可能な単語表を採用している。よって、単語境界と一致しない文書も検索することができる。よって、再現率の高い検索を行うことができる。再現率の高い検索とは、漏れの少ない検索のことを指す。
- 組み込み型ライブラリ
Sennaは単体では機能しない、ライブラリ形式として提供される。
MySQLにパッチを当てることによって、MySQLの全文検索機能でSennaを利用することが可能となる。MySQLの全文検索機能は、バージョン5.1までは日本語に対応していないが、Sennaを利用することによって、高速な日本語検索が可能となる。
PostgreSQLも、Ludiaもしくはtextsearch_sennaを利用することにより、Sennaによる全文検索が可能となる。

## バインディング
- Ruby
  - Sennaを利用できるRubyバインディングが標準で附属している。
- Perl
  - CPAN::Senna
  - CPAN::Tie::Senna
- Python
  - Pyrost
  - PySenna
- Java
  - Senna-Java

PHPバインディングはメンテナンスされておらず、現在のSennaでは利用できない。現在対応版が開発中であり、Sennaのバージョン1.1から利用可能になるとされている。

## 利用されているアプリケーション
- MySQL
  - Tritonnを用いて全文検索を行うことができる。
- PostgreSQL
  - Ludia: NTTデータが開発したPostgreSQLの組み込み全文検索。LGPLに沿ってソースコードが公開されている。
  - textsearch_senna: PostgreSQL 8.3 以降にも対応した組み込み全文検索。

## 利用されているWebサービス
以下のWebサービスにおいて、Sennaが利用されている。
- GREE
- はてな検索
- タワーレコード商品検索
- 八重山毎日新聞
- freeml
- ○×ソーシャル コトノハ
- iYappo 携帯サイト検索
- MyWiki
- C-BoX
- pixiv